# Andrea Luchesi
Andrea Luca Luchesi, född 23 maj 1741 i Motta di Livenza, Veneto, Italien, död 21 mars 1801 i Bonn, Tyskland, var en italiensk tonsättare och organist. Från 1774 han var kapellmästare  i Bonn och den unge Beethoven var en av hans elever.

## Biografi
Andrea Luchesi fick musikalisk och allmän undervisning av sin äldre bror, som var privatlärare och domkyrkoorganist. Vid 15 års ålder flyttade Luchesi till Venedig, där han studerade med framstående musiker som Baldassare Galuppi och andra. Han blev känd som orgelvirtuos och kompositör av verk för orgel, cembalo samt av instrument-, teater- och kyrkomusik. Han arbetade även med officiella evenemang i republiken Venedig. Han hade en didaktisk och konstnärlig relation med två framstående samtida  musikteoretiker, Padre Francesco Antonio Vallotti och greve Giordano Riccati.
År 1765 uruppfördes hans första opera "L'isola della fortuna" i Wien. Vid sitt besök i Italien 1771 mötte Leopold Mozart och hans son Wolfgang Amadeus Luchesi i Venedig.  
I slutet av 1771 blev han inbjuden till Bonn av kurfurste ärkebiskop av Köln, Maximilian Friederich. 1774 blev han utsedd till hovkapellmästare efter det att den tidigare hovkapellmästaren dött (farfar till Beethoven). Han blev statsmedborgare och 1775 gifte han sig med Anthonetta d'Anthoin, dotter till en rådgivare till kurfursten. Han slutade som kapellmästare 1794. Luchesi bodde i Bonn till sin död 1801. 
Den unge Ludwig van Beethoven fanns vid hovkapellen från 1781 till 1792 som assisterande organist samt cembalo och viola musiker.
I Sverige spelade Luchesi vid det kungliga hovet i Stockholm. Hans opera ’Ademira’ framfördes i Venedig (maj 1784) för att hedra besöket av Sveriges kung Gustav III.